# Miguel Maximiliano, hertig av Viseu

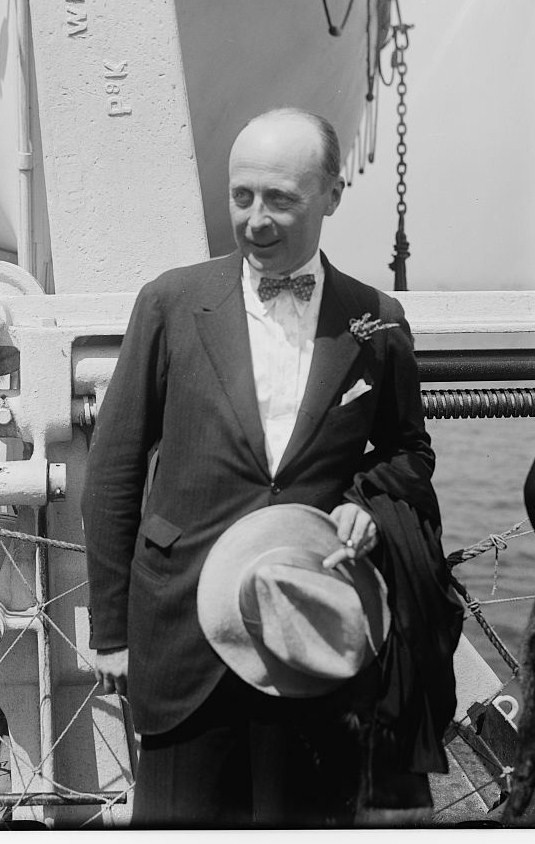
Miguel Maximiliano, hertig av Viseu

Miguel Maximiliano, hertig av Viseu Sebastão Maria, Duque de Viseu, född 1878, död 1923, var äldste son till Mikael, hertig av Braganza och under en tid tronpretendent till portugisiska kungatronen, vilket han dock avsade sig 1920.
- Wikimedia Commons har media som rör Miguel Maximiliano, hertig av Viseu.